# Dolmen von Rostudel

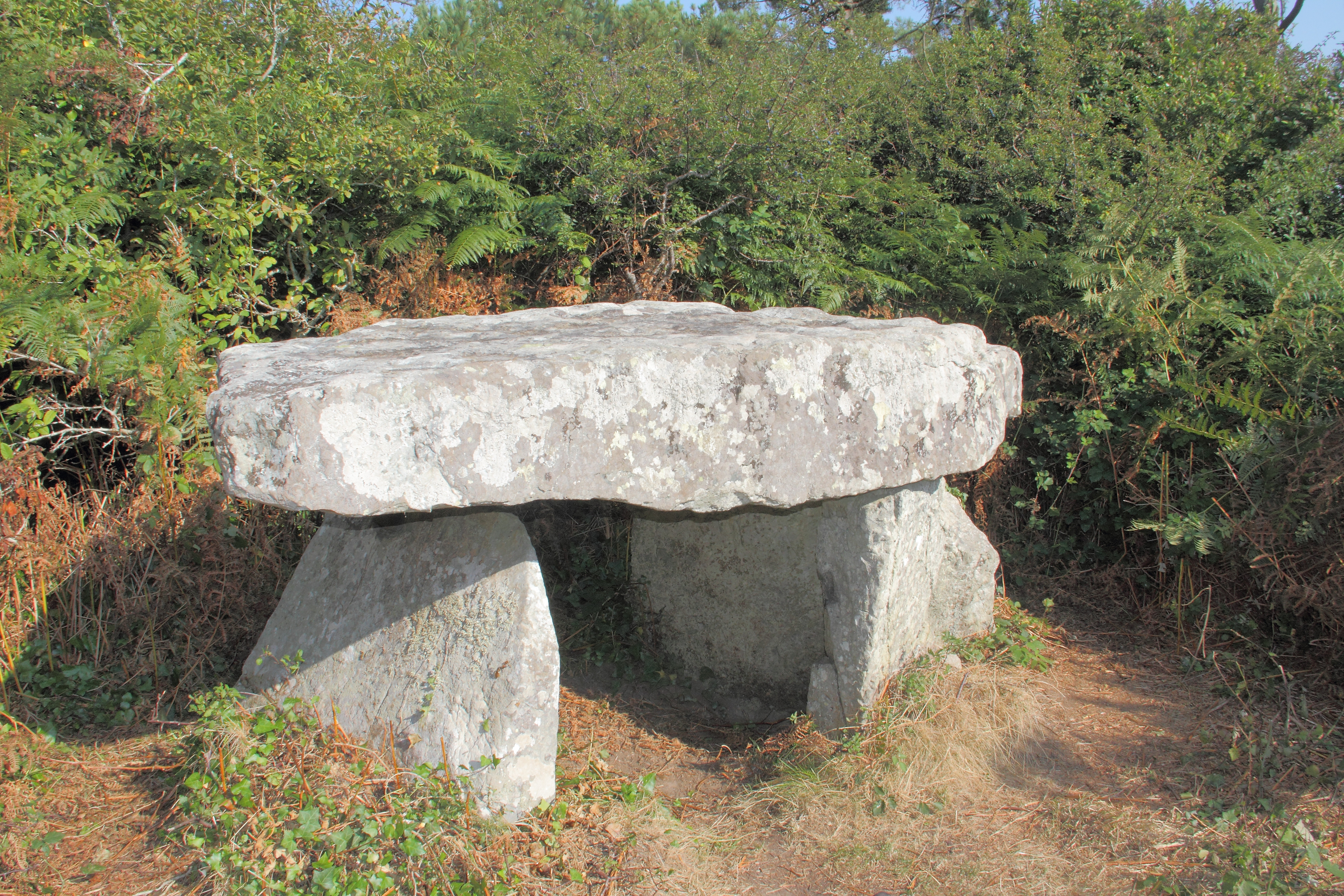
Der Dolmen von Rostudel im August 2018.

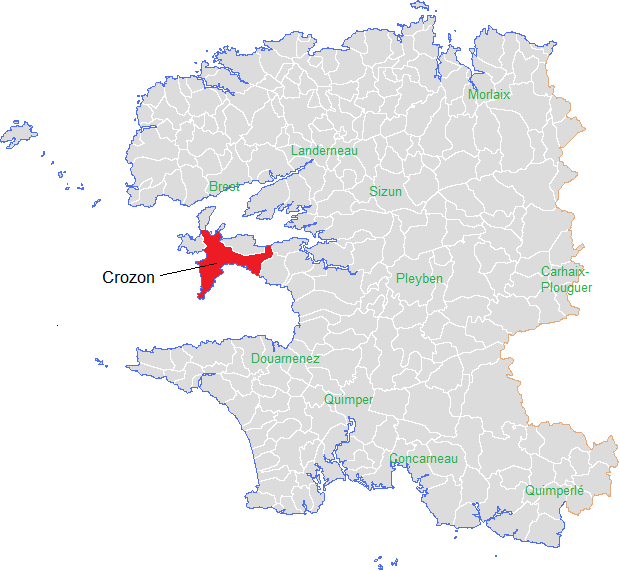
Halbinsel Crozon

Der Dolmen von Rostudel liegt im Südwesten der Gemeinde Crozon-Morgat, im Département Finistère in der Bretagne in Frankreich. Dolmen ist in Frankreich der Oberbegriff für Megalithanlagen aller Art (siehe: Französische Nomenklatur).
Fünf Kilometer südwestlich von Morgat, nahe dem Weiler von Keravel und etwa 50 m von der Landstraße, befindet sich zwischen Farnen, der gewaltige nord-süd orientierte Dolmen von Rostudel mit seiner, auf drei 1,5 m hohen Tragsteinen ruhenden (Dreipunktauflage) über drei Meter langen Deckenplatte. Auch dieses Bauwerk hat seinen Tumulus, womöglich auch seinen Zugang, auf jeden Fall aber das Zwischenmauerwerk eingebüßt. Es belegt, dass die in der Gegend häufigen Steinreihen wie den Steinreihen von Lagatjar, durch solchen Grabanlagen ergänzt wurden. 
In Crozon und den Nachbargemeinden Argol und Saint-Nie und auf dem für die Kelten heiligen Hügel von Ménez-Hom auf der Crozon-Halbinsel, gab es einst zahlreiche einfache Dolmen. Der Dolmentyp war in dieser Gegend sehr verbreitet. Ty-ar-C’huré ist ein Steingehege bei Morgat.